# 開箱

開箱（Unboxing）是一種行為。開箱文或開箱影片則是一種透過網際網路發表介紹與評論的内容，其呈現類型可以是以文字或影片為主。如開箱影片，即是將最近所購買的新產品（多數是消費性電子產品），自包裝盒始，逐步拆卸，並詳細展示其中內容物，且將過程以相機或攝影機記錄後，再上傳至網際網路上，供大眾觀看。

已知在YouTube上最早以為標題的開箱文是智能手機Nokia E61，上傳日期是2006年6月12日。然而，也有其他比較早的影片以打開封裝（opening）與解開封裝（unpacking）為標題的開箱文。有些影片有特別標註更早的年份，例如1992年的松下電器Super VHS開箱文。
根據Google Trends的統計，搜尋關鍵字""記錄是起自2006年8月初。

在這類文章或影片中，經常會提及產品、產品附件、說明書、保證書、包裝紙、包裝盒、包裝設計等項目。